# 姜建萍
姜建萍（1983年8月—），云南双江人，傣族，无党派人士。中华人民共和国政治人物、第十三届全国人民代表大会云南省代表。

## 生平
2018年，姜建萍被选为云南省出席第十三届全国人民代表大会代表。